# エンヘル・チャベス
エンヘル・アリステデス・チャベス（Ángel Aristedes Chávez、1981年7月22日 - ）は、パナマ・ダビッド出身の元プロ野球選手(内野手)。右投右打。

## 経歴

### プロ入りとジャイアンツ時代
1998年10月30日にサンフランシスコ・ジャイアンツと契約を結んだ。
2005年8月30日のコロラド・ロッキーズ戦でメジャーデビューを果たした。

### ヤンキース傘下時代
2007年1月12日にニューヨーク・ヤンキースにマイナー契約を結び、スプリング・トレーニングに招待選手として参加した。この年は結局、AAAのスクラントン・ウィルクスバリ・ヤンキースで114試合に出場した。

### ドジャース傘下時代
2007年12月12日にロサンゼルス・ドジャースとマイナー契約を結び、スプリング・トレーニングに招待選手として参加した。
2008年3月31日にメジャー契約を結び、開幕ロースター入りを果たした。しかし、1試合も出場する事なくDFAになった。その後、ウェイバーにされ、AAAのラスベガス・フィフティワンズでプレー。オフにFAに。

### レッドソックス傘下時代
2009年1月にボストン・レッドソックスとマイナー契約を結んだ。開幕前の3月に、第2回WBCのパナマ代表に選出された。

### レイズ傘下時代
2010年2月にタンパベイ・レイズとマイナー契約を結んだ。

### 独立リーグ時代
2011年4月にアメリカの独立リーグのアトランティックリーグに加盟しているブリッジポート・ブルーフィッシュと契約を結んだ。

### ボカス時代
2012年1月に、パナマの国内リーグのボカスと契約。この時ボカスは、優勝した。

### メキシカンリーグ時代
2012年5月に、リーガ・メヒカーナ・デ・ベイスボルのラグナ・カウボーイズに移籍した。11月に、母国パナマで行われた第3回WBC予選のパナマ代表に選出され、2大会連続2度目の選出を果たした。

## 詳細情報

### 年度別打撃成績
| 年 度    | 球 団    | 試 合 | 打 席 | 打 数 | 得 点 | 安 打 | 二 塁 打 | 三 塁 打 | 本 塁 打 | 塁 打 | 打 点 | 盗 塁 | 盗 塁 死 | 犠 打 | 犠 飛 | 四 球 | 敬 遠 | 死 球 | 三 振 | 併 殺 打 | 打 率 | 出 塁 率 | 長 打 率 | O P S |
| -------- | -------- | ----- | ----- | ----- | ----- | ----- | -------- | -------- | -------- | ----- | ----- | ----- | -------- | ----- | ----- | ----- | ----- | ----- | ----- | -------- | ----- | -------- | -------- | ----- |
| 2005     | SF       | 10    | 20    | 19    | 1     | 5     | 1        | 0        | 0        | 6     | 1     | 0     | 0        | 1     | 0     | 0     | 0     | 0     | 3     | 0        | .263  | .263     | .316     | .579  |
| MLB：1年 | MLB：1年 | 10    | 20    | 19    | 1     | 5     | 1        | 0        | 0        | 6     | 1     | 0     | 0        | 1     | 0     | 0     | 0     | 0     | 3     | 0        | .263  | .263     | .316     | .579  |

### 背番号
- 1（2005年）

### 代表歴
- 2009 ワールド・ベースボール・クラシック・パナマ代表
- 2013 ワールド・ベースボール・クラシック・パナマ代表